# Knautia visianii
Knautia visianii är en tvåhjärtbladig växtart som beskrevs av Szabó. Knautia visianii ingår i släktet åkerväddar, och familjen Dipsacaceae. Inga underarter finns listade i Catalogue of Life.